# Камбарський став

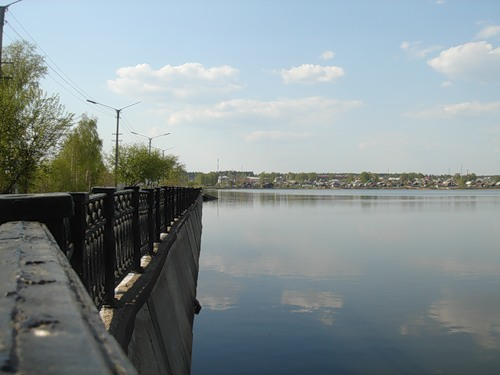
Камбарський став

Камба́рський став — водосховище, штучне озеро, створене на річці Камбарка, притоці Ками.
Площа водойми становить 3,2 км², довжина 6 км, ширина 800 м.
Водосховище було створене для водопостачання Камбарського чавуноливарного заводу в 1767 році. Після зруйнування старої греблі, нова була збудована в кінці XIX століття, нині вона є пам'ятником інженерного мистецтва. Зараз використовується для водопостачання міста Камбарки та риболовлі.